# Цеґельня (Кольський повіт)
Цеґельня (пол. Cegielnia) — село в Польщі, у гміні Клодава Кольського повіту Великопольського воєводства.
У 1975-1998 роках село належало до Конінського воєводства.